# بيت احمد طة (ذي السفال)

تعديل مصدري - تعديل

بيت احمد طة محلة تابعة لقرية طانف، التابعة لعزلة شقح وطانف بمديرية ذي السفال إحدى مديريات محافظة إب في الجمهورية اليمنية، بلغ تعداد سكانها 67 حسب تعداد اليمن لعام 2004.